# Kongenitales Schielsyndrom
Das kongenitale Schielsyndrom (auch: frühkindliches Schielsyndrom) ist eine angeborene Erkrankung der Augenbewegung, die aus einem umfangreichen Symptomkomplex besteht. Neben dem Vollbild dieser Krankheit sind alle nur denkbaren Kombinationen bis hin zu Einzelsymptomen möglich. Wegen des in der Praxis nur schwer festzustellenden Manifestationszeitpunktes unterscheidet man in der Regel auf Grund der Anamnese den kongenitalen vom frühkindlichen Schielbeginn, welcher den Zeitraum vom 2. bis 7. Lebensmonat bezeichnet.

## Symptome

### Schwankende Schielwinkel
Bei kongenitalem Schielen liegt ein großer, konstanter Schielwinkel vor, während bei frühkindlicher Manifestation der Schielwinkel zwar groß, aber in der Regel variabel ist. In beiden Fällen wird eine Fixation in Adduktion bevorzugt. 

### Nystagmus
Es besteht weiterhin ein Rucknystagmus vom Latenstyp. Die Neutralzone, also die Position, bei der das Augenzittern am ruhigsten ist, befindet sich in Adduktion. Oft findet sich eine Manifestation beim Abdecken eines Auges und bei versuchter Abduktionsbewegung.

### Vertikalstörungen
Häufig bestehen Fehler im Innervationsmuster der geraden und schrägen Augenmuskeln. Hierbei liegen deutliche Inkomitanzen der Horizontalabweichungen bei Auf- und Abblick vor (A/V-Symptomatik), sowie das typische schräge Höhenschielen.

### Dissoziiertes Höhenschielen
Das nicht führende Auge weicht ohne erkennbare Gesetzmäßigkeiten und mit unterschiedlichem Ausmaß nach oben hin ab.

### Kompensatorische Kopfhaltungen
Insbesondere in Kombination mit einem Nystagmus besteht häufig eine Kopfzwangshaltung.

## Therapie
Die jeweiligen Behandlungsmöglichkeiten sind in den Hauptartikeln dokumentiert. Bei Vorliegen des Vollbildes dieser Krankheit ist eine vollständige Heilung nicht zu erwarten. Selbst intensive pleoptische und orthoptische Behandlungsverfahren sind oft nicht im Stande, normales Binokularsehen herbeizuführen.